# Неос Продромос
Вижте пояснителната страница за други значения на Продромос.
Неос Продромос (на гръцки: Νέος Πρόδρομος) е село в Република Гърция, дем Александрия, област Централна Македония.

## География
Селото е разположено в областта Урумлък (Румлуки), на 20 километра източно от Бер (Вероя), на надморска височина от 30 m на десния бряг на река Красопулис преди вливането ѝ в Бистрица (Алиакмонас).

## История
Селото е основано през 20-те години на XX век от гърци бежанци от Понт и Кавказ. В 1928 година Неос Продромос е чисто бежанско селище с 49 бежански семейства и 183 жители бежанци.
Селото произвежда основно памук, захарно цвекло и пшеница.
| Година    | 1913 | 1920 | 1928 | 1940 | 1951 | 1961 | 1971 | 1981 | 1991 | 2001 | 2011 | 2021 |
| --------- | ---- | ---- | ---- | ---- | ---- | ---- | ---- | ---- | ---- | ---- | ---- | ---- |
| Население |      |      | 160  | 202  | 270  | 269  | 268  | 235  | 222  | 203  | 181  | 132  |